# Agnosia orneus
Agnosia orneus là một loài bướm đêm thuộc họ Sphingidae. Nó được tìm thấy ở Ấn Độ và Sri Lanka.
Nó tương tự như Clanidopsis exusta, nhưng rìa ngoài cánh trước đều.